# 성직 귀족

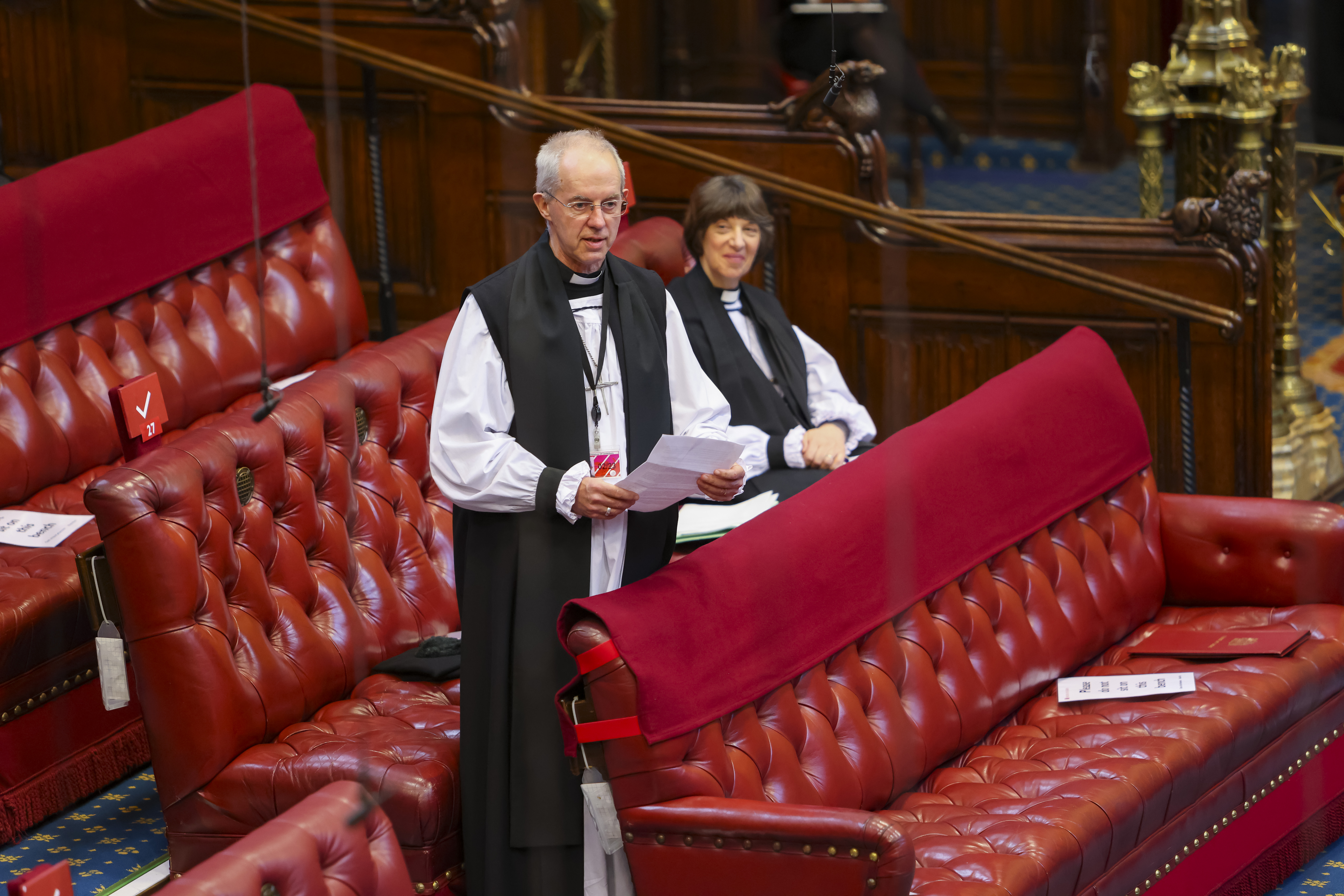
2021년 영국 상원의 저스틴 웰비(캔터베리 대주교)와 레이첼 트리위크(글로스터 주교)

성직 귀족(聖職貴族, 영어: Lords Spiritual)은 영국 상원에서 봉직하는 영국 국교회의 주교를 지칭한다. 42명의 교구장 주교와 영국 국교회 대주교 중 26명이 성직 귀족(작위의 오른쪽에 앉은 은퇴한 대주교는 포함하지 않음)으로 봉직하고 있다. 장로교인 스코틀랜드 국교회와 더 이상 국교가 아닌 웨일스 국교회와 북아일랜드 국교회는 대표되지 않는다. 성직 귀족은 마찬가지로 영국 상원에 소속된 세속적 대응체인 세속 귀족과 구별된다.

## 같이 보기
- 영국 국교회
- 세속 귀족
- 귀족